# Hayashi Shihei
Hayashi Shihei est un nom japonais traditionnel ; le nom de famille (ou le nom d'école), Hayashi, précède donc le prénom (ou le nom d'artiste).
Hayashi Shihei (林 子平, 6 août 1738-28 juillet 1793) est un érudit militaire japonais et obligé du domaine de Sendai. Son nom est parfois mal lu (selon le kanji Rin Shihei).

## Biographie
Shihei est le deuxième fils de Hayashi Gonhyoue Yoshimichi, hatamoto au service du shogunat Tokugawa. Cependant, Yoshimichi est expulsé pour une raison quelconque ; certaines sources affirment que c'est en conséquence d'un conflit avec ses collègues (peut-être un duel). Après cela, Shihei est élevé par son oncle Hayashi Jyugo, un médecin. Il passe le plus clair de sa vie dans sa chambre. Il écrit un poème intitulé « Six Nos » qui dit : « Je n'ai pas de parents, pas de femme, pas de fils, pas de bloc pour l'impression, pas d'argent et je souhaite pour “pas de mort”. »
Son frère ainé, Hayashi Kazen, devient l'un des médecins officiels du domaine de Sendai. Des années avant que le commodore Perry n'arrive dans la baie d'Edo en 1853, Shihei insiste pour que le Japon adopte la science militaire occidentale et pour une rééducation des samouraïs. Il se plaint du manque d'exercices organisés et souligne l'importance du chōren, ou exercice collectif, plutôt que la simple formation martiale individuelle. Il donne beaucoup de descriptions techniques sur la construction navale, les canons et autres conceptions militaires. Il publie ces pensées dans son livre intitulé Kaikoku heidan (c'est-à-dire Discussion concernant des questions militaires d'une nation maritime), imprimé sans autorisation du bakufu en 1791. Les blocs d'impression sont confisqués peu après. Un autre ouvrage connu est Sangoku Tsūran Zusetsu (Description illustrée de trois pays), publié en 1786.
Ce livre fut traduit en français par Julius von Klaproth sous le titre : San kokf tsou ran to sets ou Aperçu général des trois royaumes ; traduit de l'original japonais-chinois (Paris : the Oriental translation fund of Great Britain and Ireland, 1832). Dans sa préface, Klaproth écrit que l'auteur s'appelle « Rinsifée », mauvaise lecture de Hayashi Shihei.
Avec Takayama Hikokurō et Gamō Sanbei, Hayashi est connu pour être un des « trois hommes excellant de l'ère Kansei » (Kansei no san-kijin 寛政の三奇人).
Sa tombe se trouve à Sendai. Une plaque commémorant ses œuvres se trouve également sur le site de château de Sendai.

## Source
- (en) Cet article est partiellement ou en totalité issu de l’article de Wikipédia en anglais intitulé « Hayashi Shihei » (voir la liste des auteurs).